# Morris Peterson
Pour les articles homonymes, voir Peterson.
Morris Russell Peterson Jr., né le 26 août 1977 à Flint au Michigan, est un joueur américain de basket-ball. Il évolue aux postes d'arrière et d'ailier.

## Biographie
Peterson joua en NCAA à l'université d'État du Michigan (MSU), les menant au titre de champion NCAA en 2000. Il est nommé Big Ten Conference Player of the Year et sélectionné dans la First Team All-Big Ten. Il est sélectionné au 21e rang par les Raptors de Toronto en 2000, où il fut titulaire durant la majorité de ses trois premières saisons. Il est nommé dans la All-Rookie First Team en 2001.
Il est l'un des favoris des fans des Raptors. Il est réputé pour son tir à trois points, ses shoots acrobatiques et sa défense.
Le 28 décembre 2005, Peterson a battu le record de matchs joués pour un joueur des Raptors, dépassant Alvin Williams avec 418 rencontres disputées.
Après la prise en main de l'équipe par Bryan Colangelo, les Raptors ne voulaient pas inclure Peterson dans leur plan de reconstruction. Le 13 juillet 2007, les Hornets de La Nouvelle-Orléans proposèrent un contrat à Peterson de 4 ans et 23 millions de dollars.
Le 17 janvier 2009, MSU retira son numéro 42. Surnommé « Mo Pete », il est le cousin de Jonathan Bender. Son père, Morris, joua au basket-ball et au football américain à l'université d'État Alcorn alors que sa mère, Valerie, fit partie des équipes de volleyball, de basket-ball et d'athlétisme à Mississippi Valley State. Ses deux sœurs, Tonda et Trina, jouent au basket-ball à Alabama State.
Le 8 juillet 2010, il est envoyé au Thunder d'Oklahoma City en échange de 2 choix de 1er tour de la Draft de la NBA 2010.
Le 24 février 2011, il est envoyé aux Bobcats de Charlotte puis coupé.